# Altos (Paraguai)
Altos é um distrito do Paraguai, localizado no departamento de Cordillera.
Localizada a cerca de 40 km de Assunção.
Em 1580, os franciscanos Luís de Bolaños e Alonso de San Buenaventura fundaram uma redução no lugar para evangelizar nativos da etnia guarani. Foi a primeira redução fundada no Paraguai.

## Transporte
O município de Altos é servido pelas seguintes rodovias:
- Caminho em pavimento ligando a cidade ao município de Atyrá
- Caminho em pavimento ligando a cidade ao município de San Bernardino
- Caminho em pavimento ligando a cidade ao município de Loma Grande[2][3][4]